# Lupinus rubriflorus
Lupinus rubriflorus är en ärtväxtart som beskrevs av Planchuelo. Lupinus rubriflorus ingår i släktet lupiner, och familjen ärtväxter. Inga underarter finns listade i Catalogue of Life.